# Aleksy Rodecki
Aleksy Rodecki, pseud. „Aleksander Turobińczyk” (ur. ok. 1540 w Turobinie, zm. przed 16 marca 1606 w Rakowie) – drukarz braci polskich.

## Życiorys
W młodości trafił do krakowskich franciszkanów, skąd Franciszek Lismanin skierował go do szkoły ewangelickiej w Pińczowie. Tam zetknął się z poglądami nauczyciela języka greckiego, Francuza Piotra Statoriusa-Stoińskiego. W 1567 roku wziął udział w synodzie łańcuckim.
W 1574 roku założył w Krakowie własną drukarnię. Pierwszym wydanym drukiem przez niego dziełem był katechizm braci polskich Jerzego Szomana. Założona przez niego oficyna w początkach swej działalności służyła wszystkim pisarzom nurtu unitariańskiego, choć nieraz mieli oni różniące się poglądy. Z tego powodu jego drukarnia była narażona na liczne napady. Na przykład 24 marca 1578 roku po agitacji Stanisława Hozjusza podburzeni przez niego studenci zniszczyli szereg urządzeń drukarni oraz wiele ksiąg. Ażeby chronić siebie oraz swoją drukarnię, używał pseudonimów i fikcyjnych adresów zakładu. Tak powstały używane przez Aleksego Rodeckiego pseudonimy „Aleksander Turobińczyk” (Alexander Turobinius) czy „Teofil Adamowic” (Theophilus Adamides).
W 1579 roku wydał zbiór dokumentów Defensio Francisci Davidis in negotio de non invocando Iesu Christi in precibus, co spowodowało jego uwięzienie z powodu unitariańskiego charakteru nauczania Ferenca Dávida. Ponownie został uwięziony w 1585 roku, a król Stefan Batory nakazał odebrać mu warsztat i zabronił Rodeckiemu wykonywania zawodu drukarza. Jego obrony podjął się Stanisław Taszycki, który 12 września 1585 podczas rozprawy przed majestatem królewskim wystąpił z mową w obronie wolności sumień i swobód szlacheckich, prosząc króla o uwolnienie więźnia i pozostawienie mu drukarni.
Oprócz dzieł religijnych wydawał także książki świeckie, m.in. prace historyczne, podręczniki czy druki muzyczne. Jego drukarnia była znana ze staranności pod względem edytorskim. Z powodu drukowania w swojej drukarni również dzieł niezgodnych z doktryną braci polskich został wykluczony ze społeczności zborowej. Dalej kontynuował działalność drukarską wydając najrozmaitsze dzieła przyjmując nawet zlecenia jezuitów. Od roku 1588 ponownie drukował pozycje małopolskich braci polskich, którym brakowało oficyny przyjmującej ich zamówienia. Drukarnia w Krakowie zakończyła działalność w roku w 1600 roku, ale już od 1593 roku na publikacjach kilkukrotnie jako miejsce wydania pojawiał się Raków. Szczególnym bodźcem przeniesienia drukarni do Rakowa stało się utworzenie tamtejszej akademii. Swoją córkę Jadwigę wydał za Sebastiana Sternackiego, któremu 20 kwietnia 1600 roku z powodu pogorszenia wzroku przekazał drukarnię w Rakowie. W ciągu dwóch lat Sternacki ją rozbudował i doposażył w urządzenia do druku nowoczesnej typografii.